# Simona Radiș

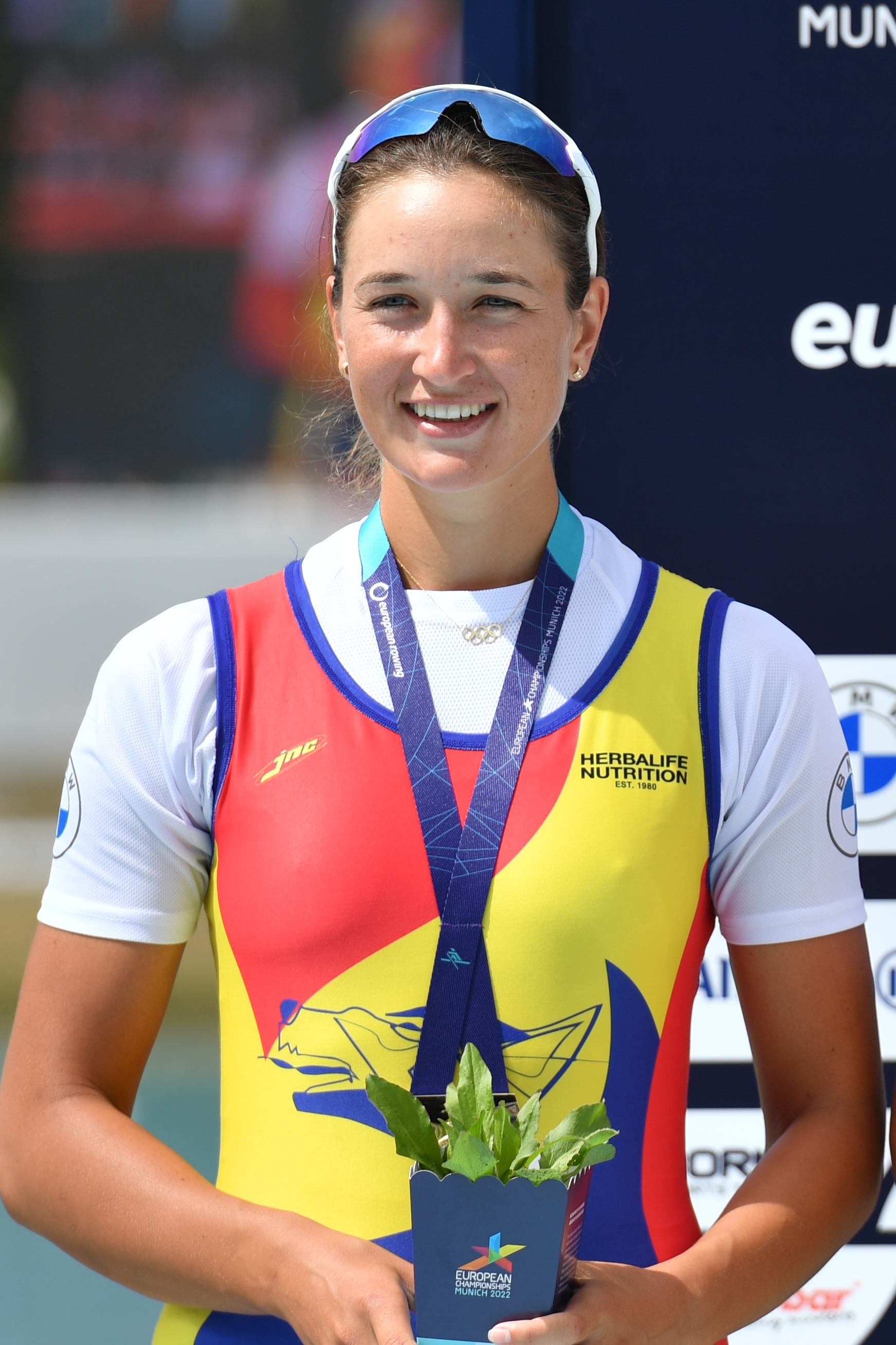
Simona Radiș 2022 bei der Siegerehrung in München 2022

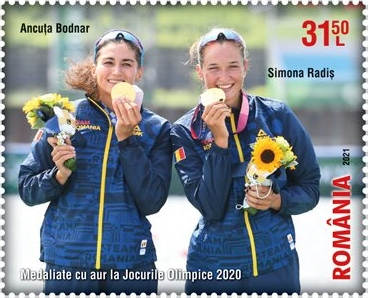
Ancuța Bodnar (links) und Simona Radiș (rechts) auf einer rumänischen Briefmarke von 2021

Simona Geanina Radiș (* 5. April 1999 in Botoșani) ist eine rumänische Ruderin und zweifache Olympiasiegerin.

## Sportliche Karriere
Simona Radiș belegte bei den Junioren-Weltmeisterschaften 2015 den siebten Platz im Doppelvierer. 2016 wurde sie zusammen mit Nicoleta-Ancuța Bodnar Vierte im Doppelzweier bei den Junioren-Europameisterschaften, bei den Junioren-Weltmeisterschaften war sie Siebte mit dem Zweier ohne Steuerfrau. 2017 gewann sie mit dem Doppelvierer bei den Junioren-Weltmeisterschaften. Im September gewann sie mit dem Achter die Silbermedaille hinter den Russinen bei den U23-Europameisterschaften.
2018 siegte sie mit dem Doppelvierer bei den U23-Weltmeisterschaften. Bei den Europameisterschaften in Glasgow belegte sie mit dem Doppelvierer den fünften Platz und bei den Weltmeisterschaften in Plowdiw erreichten die Rumäninnen den zehnten Platz. 2019 gewann sie zusammen mit Nicoleta-Ancuța Bodnar die Silbermedaille bei den Europameisterschaften in Luzern hinter dem deutschen Boot. Beim Weltcup-Finale siegten die Rumäninnen vor Australien und Kanada. Im August gewannen bei den Weltmeisterschaften in Linz-Ottensheim die Neuseeländerinnen vor den Rumäninnen. Zum Saisonabschluss gewannen sie die Goldmedaille bei den U23-Europameisterschaften. Bei den Europameisterschaften 2020 gewannen die beiden Rumäninnen den Titel im Doppelzweier. Diesen Titel konnten die beiden bei den Europameisterschaften 2021 erfolgreich verteidigen. Bei den Olympischen Spielen in Tokio gewannen die Rumäninnen die Goldmedaille mit fast vier Sekunden Vorsprung auf die Neuseeländerinnen Brooke Donoghue und Hannah Osborne. Während der Eröffnungsfeier war sie gemeinsam mit dem Schwimmer Robert Glință die Fahnenträgerin ihrer Nation.
Bei den Europameisterschaften 2022 in München siegten Simona Radiș und Ancuța Bodnar im Doppelzweier. Beide ruderten auch im rumänischen Achter, mit dem sie ebenfalls den Titel gewannen. Einen Monat später gewann Simona Radiș bei den Weltmeisterschaften in Račice u Štětí den Weltmeistertitel im Doppelzweier und im Achter. 2023 gewannen Radiș und Bodnar sowohl bei den Europameisterschaften in Bled als auch bei den Weltmeisterschaften in Belgrad im Doppelzweier. 2024 gewann der rumänische Achter bei den Europameisterschaften in Szeged vor den Britinnen. Im Doppelzweier wurden Bodnar und Radiș Dritte hinter den Booten aus Norwegen und aus Litauen. Drei Monate später bei den Olympischen Spielen in Parissiegten im Doppelzweier die Neuseeländerinnen vor den beiden Rumäninnen. Im Achterwettbewerb führten die Rumäninnen vom Start bis ins Ziel und siegten vor den Kanadierinnen und dem britischen Achter.